# Foxella ignota
Foxella ignota är en loppart som först beskrevs av Baker 1895.  Foxella ignota ingår i släktet Foxella och familjen fågelloppor.

## Underarter
Arten delas in i följande underarter:
- F. i. ignota
- F. i. albertensis
- F. i. apachina
- F. i. arizonensis
- F. i. chapmani
- F. i. clantoni
- F. i. coufferi
- F. i. franciscana
- F. i. omissa
- F. i. recula
- F. i. utahensis